# Кравець Олеся Йосипівна
Оле́ся (Людми́ла) Йо́сипівна Краве́ць (*28 червня 1924, Кам'янець-Подільський) — українська письменниця. Член Спілки письменників України від 1952 року.